# 548 v.Chr.
Het jaar 548 v.Chr. is een jaartal volgens de christelijke jaartelling.

## Gebeurtenissen

### Perzië
- Cyrus II verslaat koning Croesus na een beleg van veertien dagen. Croesus wordt mild behandeld na eerst te zijn veroordeeld tot de brandstapel. Lydië wordt een provincie in het Perzische rijk.

### Europa
- Erxicleides wordt benoemd tot archont van Athene.
- In Delphi wordt de oude tempel van Apollo na een brand afgebroken.
- Op Sicilië komt de handelskolonie Kamarina in opstand tegen de moederstad Syracuse en wordt verwoest.